# Mohammed al-Ghazali
Pour les articles homonymes, voir Ghazali (homonymie).
Ne doit pas être confondu avec Al-Ghazâlî.
Mohammed al-Ghazali al-Saqqa (1917-1996) est un érudit musulman sunnite de nationalité égyptienne, auteur de 94 livres et reconnu comme l'un des artisans du renouveau de la foi islamique dans son pays. Il a présidé pendant plusieurs années l'Institut international de la pensée islamique au Caire et est connu en Occident pour sa fatwa controversée sur l'intellectuel Faraj Fouda.

## Biographie
Mohammed el Saqqa naît en 1917 dans le petit village de Nikla al-'Inab (ar) au sud-est d'Alexandrie, dans le gouvernorat de Beheira, dans une famille religieuse et modeste. Il est l’aîné de sept frères et sœurs. Très jeune, il se passionne pour la littérature, son père décide alors de quitter leur village pour qu'il puisse étudier à l'université d'al-Azhar. Durant ses études, Al Ghazali est profondément marqué par le prédicateur Hassan el-Banna, qui a fondé la confrérie des Frères musulmans en 1928. Il obtint son diplôme en 1941. Il occupe ensuite plusieurs fonctions dans la hiérarchie d'al Azhar et écrit des articles pour le journal des Frères musulmans.
Il part ensuite enseigner à l'université Oum al-Qoura de La Mecque, puis à l'université du Qatar et à l'université islamique Émir Abd el-Kader à Constantine en Algérie, où il acquiert une grande notoriété grâce à ses conférences et ses apparitions sur la chaîne de télévision nationale.
Al-Ghazali est le père de sept enfants.
Il meurt lors de sa participation à conférence sur Islam et les défis de l'époque le 9 mars 1996, à l'âge de 78 ans. Son corps est enterré à Médine.

## Postérité et controverses
Mohammed al-Ghazali est un des théologiens d'al-Azhar les plus prolifiques : il est l'auteur de près d'une cinquantaine d'ouvrages dont beaucoup sont traduits en plusieurs langues. Il apparaît dans des débats télévisés où il s’oppose aux partisans de la laïcité en Égypte.
Il publie en 1989 un livre où s’oppose aux littéralistes et soutient une contextualisation du Coran et de la Sunna, s'attirant ainsi les foudres des savants wahhabites.
En 1980, il empêche Mohamed Arkoun, l'islamologue et philosophe, de prendre la parole lors d'un séminaire (où),. Un autre incident de ce genre a lieu en 1985.
En 1992, al-Ghazali justifie dans une fatwa l’assassinat de l'intellectuel Faraj Fouda, qui avait décrit de quelle manière les Coptes sont discriminés en Égypte, prétextant que « si le gouvernement peine à condamner les apostats, n'importe qui peut se charger de le faire ».
En 1995, il fait partie des oulémas qui félicitent le président Hosni Moubarak pour son retour après sa tentative d’assassinat par la Gamaa al-Islamiya.

## Écrits
- L'Islam et l'économie
- L'islam et les systèmes sociaux
- L'Islam et le totalitarisme politique
- L'Islam, et sa calomnie entre le communisme et le capitalisme
- Pour que l'on sache
- Réflexions sur la religion et la vie
- L'Éthique du musulman (disponible en français)
- Le Credo du musulman
- Le Fanatisme et la tolérance entre le christianisme et l'islam
- Le Fiqh de la sîrah
- Dans la caravane de la Dacwah
- Ténèbres de l'Occident
- Renouvelle ta vie
- Pratiques non-islamiques
- Jalons de la vérité
- Comment comprendre l'islam ?
- L'Impérialisme
- Réflexion sur le Coran
- Avec Allah. Étude de la da‘wa et de ses hommes
- Le Combat du Coran
- Le Combat de la religion
- L'Islam et les énergies oisives
- Les Droits de l'homme entre les enseignements de l'islam et la Déclaration des Nations unies
- Telle est notre religion
- La Vérité derrière le nationalisme arabe et le mythe du renouveau arabe
- Le cote spirituel de l'islam
- Défense de la Foi et de la chari‘a contre les accusations des orientalistes.
- Les Fondements de la foi entre la raison et le cœur
- Les Graines de la fierté
- L'Islam et l'invasion rouge
- La Da‘wa islamique au XVe siècle hégirien
- L'Art du dhikr et des invocations du sceau des prophètes
- La Constitution d'une unité culturelle entre les musulmans
- La Situation de monde islamique au début du XVe siècle hégirien
- Obstacles dans la voie de la vie Islamique
- Devoirs de l'appeleur à Dieu
- Cent questions sur l'islam
- Maladies et remèdes
- Le Futur de l'islam en dehors de sa terre. Quelle approche ?
- L'histoire d'une vie
- La Raison du déclin des arabes et des musulmans
- Tel est la voie
- Le combat de la Dac‘wa entre les incapacités internes et les complots externes.
- La Vérité amère (en 6 volumes).
- L'invasion culturelle
- Cinq thèmes principaux du noble Coran
- La Sounna du Prophète entre les gens du fiqh et ceux du hadith
- Les Problèmes de la femme entre des traditions stagnantes et des traditions étrangères
- Notre patrimoine intellectuel juge par la chari‘ah et la logique
- Comment se comporter avec le noble Coran ?
- Les pleurs de mise en garde des missionnaires
- Vers une interprétation contextuelle du noble Coran (3 volumes)
- Trésors de la sunna
- La Première vie (recueil de poésie)
- Les Sermons du vendredi (5 volumes)
- Le décret de Dieu et son arrêt

## Sources
1. ↑  en arabe : الشيخ محمد الغزالي السقا)
2. 1 2 3  (en) Douglas Jehl, « Mohammed al-Ghazali, 78, An Egyptian Cleric and Scholar », The New York Times,‎ 14 mars 1996 (lire en ligne , consulté le 2 novembre 2020).
3. ↑  « Faraj Fawda, or the Cost of Freedom of Expression », sur idc.ac.il via Internet Archive (consulté le 13 octobre 2023).
4. 1 2 3  « Sheikh Muhammad Al-Ghazâlî - L'islam en français », sur islamophile.org (consulté le 11 juin 2023).
5. ↑  « - YouTube », sur YouTube (consulté le 11 juin 2023).
6. ↑  « 1980, l’année où El Quaradhaoui chassa Arkoun de l’Aurassi (V) | El Watan », sur www.elwatan.com (consulté le 26 novembre 2021)
7. ↑  « EN SOUVENIR DE MOHAMED ARKOUN - socialgerie », sur www.socialgerie.net (consulté le 26 novembre 2021)
8. ↑  « De l'urgence de relire Mohammed Arkoun », sur Djazairess (consulté le 26 novembre 2021)
9. ↑  Tamir Moustafa, "Conflict and Cooperation between the State and Religious Institutions in Contemporary Egypt," The International Journal of Middle East Studies, Vol. 32 (2000), p. 14.